# Saison 2009-2010 des Girondins de Bordeaux
Maillots
Chronologie
Saison précédente Saison suivante
Les Girondins de Bordeaux sont engagés cette année dans 5 compétitions : les 3 tournois dont il est le tenant du titre (le trophée des champions, la Ligue 1, la Coupe de la Ligue où ils n'entreront qu'à partir du stade des 8e finale), ainsi que la Coupe de France et la Ligue des champions.
Jean-Louis Triaud est le Président du club depuis 2002 et Laurent Blanc est l'entraîneur depuis juillet 2007.

## Effectif professionnel
| N° | Nom                | Poste     | Naissance         | Nationalité sportive | Sélection            | Contrat actuel           | Dernier club       |
| 1  | Cédric Carrasso    | Gardien   | 30 décembre 1981  | France               | France A             | Juin 2009 - Juin 2013    | Toulouse FC        |
| 2  | Michaël Ciani      | Défenseur | 6 avril 1984      | France               | France A             | Juillet 2009 - Juin 2013 | FC Lorient         |
| 3  | Henrique           | Défenseur | 2 mai 1983        | Brésil               | -                    | Juin 2009 - Juin 2013    | CR Flamengo        |
| 4  | Alou Diarra        | Milieu    | 15 juillet 1981   | France               | France A             | Juin 2007 - Juin 2013    | Olympique lyonnais |
| 5  | Fernando           | Milieu    | 3 mai 1981        | Brésil               | Brésil A             | Juin 2005 - Juin 2014    | Catania            |
| 6  | Franck Jurietti    | Défenseur | 30 mars 1975      | France               | France A             | Juin 2009 - Juin 2010    | AS Monaco          |
| 7  | Yoan Gouffran      | Attaquant | 25 mai 1986       | France               | France Espoirs       | Juin 2008 - Juin 2012    | SM Caen            |
| 8  | Yoann Gourcuff     | Milieu    | 11 juillet 1986   | France               | France A             | Juin 2009 - Juin 2013    | Milan AC           |
| 9  | Fernando Cavenaghi | Attaquant | 21 septembre 1983 | Argentine            | Argentine A          | Janvier 2007 - Juin 2011 | Spartak Moscou     |
| 10 | Jussiê             | Attaquant | 19 septembre 1983 | Brésil               | -                    | Janvier 2007 - Juin 2015 | RC Lens            |
| 11 | David Bellion      | Attaquant | 27 novembre 1982  | France               | -                    | Juin 2007-Juin 2014      | OGC Nice           |
| 13 | Diego Placente     | Défenseur | 24 avril 1977     | Argentine            | Argentine A          | Juillet 2008 - Juin 2010 | CA San Lorenzo     |
| 16 | Ulrich Ramé        | Gardien   | 19 septembre 1972 | France               | France A             | Juin 1997 - Juin 2010    | SCO Angers         |
| 17 | Wendel             | Milieu    | 8 avril 1982      | Brésil               | -                    | Aout 2006 - Juin 2012    | Santos             |
| 18 | Jaroslav Plašil    | Milieu    | 5 janvier 1982    | République tchèque   | République tchèque A | Juillet 2009 - Juin 2013 | Osasuna            |
| 20 | Henri Saivet       | Attaquant | 26 octobre 1990   | France               | France -17           | Juin 2007 - Juin 2012    | Formé au club      |
| 21 | Mathieu Chalmé     | Défenseur | 7 octobre 1980    | France               | -                    | Juin 2007 - Juin 2012    | Lille OSC          |
| 22 | Grégory Sertic     | Milieu    | 5 août 1989       | France               | France Espoirs       | Juin 2008- Juin 2014     | Formé au Club      |
| 24 | Abdou Traoré       | Milieu    | 17 janvier 1988   | Mali                 | Mali A               | Mai 2008 - Juin 2011     | Formé au club      |
| 25 | Ludovic Sane       | Défenseur | 22 mars 1987      | France               |                      | Juin 2009 - Juin 2014    | Formé au club      |
| 27 | Marc Planus        | Défenseur | 7 mars 1982       | France               | France Espoirs       | Juin 2001 - Juin 2011    | Formé au club      |
| 28 | Benoît Trémoulinas | Défenseur | 28 décembre 1985  | France               | -                    | Juin 2006 - Juin 2013    | Formé au club      |
| 29 | Marouane Chamakh   | Attaquant | 10 janvier 1984   | Maroc                | Maroc A              | Juin 2002 - Juin 2010    | Formé au club      |
| 30 | Abdoulaye Keita    | Gardien   | 28 décembre 1985  | France               | -                    |                          | Formé au club      |

## Staff technique
- Laurent Blanc, entraîneur
- Jean-Louis Gasset, entraîneur adjoint
- Éric Bedouet, préparateur physique
- Dominique Dropsy, entraîneur des gardiens

## Dirigeants
- Jean-Louis Triaud, président
- Nicolas de Tavernost, actionnaire principal
- Michel Pavon, responsable recrutement
- Patrick Battiston et Marius Trésor, responsables du centre de formation

## Transferts

### Été 2009
| Nom                | Nationalité        | Transfert                      | Provenance/Destination | Division    |
| Arrivées           |                    |                                |                        |             |
| Yoann Gourcuff     | France             | Achat (4 ans, 15 M d'€)        | Milan AC               | Calcio      |
| Cédric Carrasso    | France             | Achat (4 ans, 8 M d'€)         | Toulouse FC            | Ligue 1     |
| Jaroslav Plašil    | République tchèque | Achat (4 ans, 3 M d'€)         | Osasuna Pampelune      | La liga     |
| Mickaël Ciani      | France             | Achat (4 ans, 4 M d'€)         | FC Lorient             | Ligue 1     |
| Retours de prêt    |                    |                                |                        |             |
| Gabriel Obertan    | France             | Retour de prêt                 | FC Lorient             | Ligue 1     |
| Florian Marange    | France             | Retour de prêt                 | Havre AC               | Ligue 1     |
| Cheick Diabaté     | Mali               | Retour de prêt                 | AC Ajaccio             | Ligue 2     |
| Floyd Ayité        | Togo               | Retour de prêt                 | SCO Angers             | Ligue 2     |
| Wilfried Moimbé    | France             | Retour de prêt                 | Stade de Reims         | Ligue 2     |
| Signatures pros    |                    |                                |                        |             |
| Paul Lasne         | France             | 1er contrat pro                | Réserve FCGB           | CFA         |
| Lamine Sané        | France             | 1er contrat pro                | Réserve FCGB           | CFA         |
| Départs            |                    |                                |                        |             |
| Souleymane Diawara | Sénégal            | Vente (4 ans, 6 M de €)        | Olympique de Marseille | Ligue 1     |
| Gabriel Obertan    | France             | Vente (4 ans, 3,5 M de €)      | Manchester United      | Premiership |
| Mathieu Valverde   | France             | Vente (3 ans, valeur inconnue) | US Boulogne            | Ligue 1     |
| Florian Marange    | France             | Vente (Fin de contrat)         | AS Nancy-Lorraine      | Ligue 1     |
| Prêts              |                    |                                |                        |             |
| Kevin Olimpa       | France             | Prêt                           | SCO Angers             | Ligue 2     |
| Cheick Diabaté     | Mali               | Prêt                           | AS Nancy-Lorraine      | Ligue 1     |
| Floyd Ayité        | Togo               | Prêt                           | AS Nancy-Lorraine      | Ligue 1     |
| Pierre Ducasse     | France             | Prêt                           | FC Lorient             | Ligue 1     |
| Matthieu Saunier   | France             | Prêt                           | Rodez AF               | National    |
| Wilfried Moimbé    | France             | Prêt                           | AC Ajaccio             | Ligue 2     |

### Hiver 2010
| Nom        | Nationalité | Transfert | Provenance/Destination | Division |
| Prêts      |             |           |                        |          |
| Paul Lasne | France      | Prêt      | Châteauroux            | Ligue 2  |

## Les rencontres de la saison
Tous les matchs à domicile se jouent au Stade Jacques-Chaban-Delmas

### Matches amicaux
| Date        | Adversaire             | Lieu           | Score | Buteurs                                                          | Public |
| ----------- | ---------------------- | -------------- | ----- | ---------------------------------------------------------------- | ------ |
| 11 juillet  | Stade brestois         | Dinard (35)    | 1 - 1 | Ducasse 69e                                                      | 2 500  |
| 17 juillet  | Toulouse FC            | Agen (47)      | 0 - 1 | -                                                                | 4 000  |
| 21 juillet  | Olympique de Marseille | Dax (40)       | 2 - 1 | González 37e (csc) Gourcuff 48e (pen.)                           | 10 901 |
| 28 juillet  | Impact de Montréal     | Montréal       | 2 - 1 | Saivet 37e, Gouffran 80e                                         | 11 948 |
| 2 août      | Villarreal CF          | Royan (17)     | 2 - 0 | Bellion 32e, Fernando 71e                                        | 7 000  |
| 4 septembre | Osasuna                | Capbreton (40) | 0 - 0 |                                                                  | 850    |
| 9 octobre   | SCO Angers             | Niort (79)     | 2 - 2 | Cavenaghi 19e, Jussiê 71e (pen.)                                 | 2 135  |
| 13 novembre | FC Nantes              | Saintes (17)   | 5 - 0 | Gouffran 34e, Sertic 61e, Traoré 67e, Bellion 86e, Cavenaghi 90e | 3 000  |

Le programme de reprise des Girondins pour cette saison fut fixé par Laurent Blanc. L'équipe a repris l'entraînement le 3 juillet pour une pré-saison avant de partir en Bretagne à Dinard du 4 au 12 juillet.
Pour leur premier match amical disputé à Dinard, les Girondins de Bordeaux ont concédé le match nul face à Brest (1-1). Pierre Ducasse égalise d'un puissant coup franc en deuxième période (69e).
Laurent Blanc fait jouer une équipe par mi-temps, ce qui constitue le premier match en marine et blanc de Cédric Carrasso.
Les Girondins perdent la deuxième rencontre de préparation contre le TFC. Laurent Blanc en profite pour réaliser une bonne revue d'effectif. C'est le début de Jaroslav Plašil avec les Girondins
Dans le troisième match amical, à Dax, Bordeaux bat l'OM dans un match de qualité compte tenu de la période de l'année. Les Girondins s'imposent sur le score de 2 à 1 avec un but de Gourcuff (sur penalty) et de Lucho Gonzalez (contre son camp) pour les bordelais et de Taiwo côté marseillais.
Le quatrième match amical fut joué dans la foulée du Trophée des champions à Montréal, contre l'Impact de Montréal (United Soccer Leagues). Imposé par la ligue, l'équipe, sans forcer son talent ni avec ses joueurs vedettes, maîtrise la partie devant quelque onze mille spectateurs au stade Saputo. Cette tournée avait pour objectif de promouvoir le football français à l'étranger.
Pour leur dernier match de préparation, les Girondins ont disposé des Espagnols de Villareal (2-0) grâce à des buts de Bellion et de Fernando. Mickaël Ciani, qui faisait son début, a joué la seconde mi-temps aux côtés de Henrique.
Durant la trêve internationale de septembre, Bordeaux a été tenu en échec (0-0) par Osasuna. En l'absence de ses internationaux, Laurent Blanc a donné du temps de jeu à des joueurs qui en manquaient : Ulrich Ramé, qui avait récupéré le brassard de capitaine, Placente, Jurietti, Sané, Sertic et Traoré, tous titulaires. À noter que les Girondins ont joué en infériorité numérique pendant près d'une heure à la suite de l'expulsion de Jurietti pour contestation (33e).
Lors de la trêve internationale d'octobre, les Girondins de Bordeaux concèdent le nul face au SCO Angers, club de Ligue 2. Le match se joue au Stade René Gaillard à Niort.
Enfin, durant la trêve internationale de novembre, le club est opposé au FC Nantes (Ligue 2) à Saintes. Les Girondins de Bordeaux s'imposent très largement, cinq à zéro.

### Trophée des champions
| Finale 25 juillet 2009 | Girondins de Bordeaux          | 2 - 0 | EA Guingamp | 15:00 - Stade olympique de Montréal, Montréal  |                                                |
|                        | Cavenaghi 38e · Fernando 90+1e |       |             | Spectateurs : 34 068 Arbitrage : Steve Depiero | Spectateurs : 34 068 Arbitrage : Steve Depiero |
|                        | Rapport                        |       |             | Spectateurs : 34 068 Arbitrage : Steve Depiero | Spectateurs : 34 068 Arbitrage : Steve Depiero |

|  | Titulaires : · 1. Cédric Carrasso · 3. Henrique · 4. Alou Diarra · 8. Yoann Gourcuff · 9. Fernando Cavenaghi 64e · 17. Wendel 77e · 18. Jaroslav Plašil 64e · 21. Mathieu Chalmé 74'e · 27. Marc Planus · 28. Trémoulinas · 29. Marouane Chamakh · Remplaçants : · 5. Fernando 64e · 6. Franck Jurietti · 7. Yoan Gouffran 64e · 10. Jussiê 77e · 11. David Bellion · 16. Ulrich Ramé · 22. Grégory Sertic · Entraîneur : · Laurent Blanc · |  |  | Titulaires : · 1. Stéphane Trévisan · 2. Yves Deroff 64e · 5. Diallo 60e · 6. Bakary Koné · 7. Sébastien Grax · 18. Fabrice Colleau · 20. Richard Soumah 68e · 23. Igor Djoman 16e · 25. Mouri Ogunbiyi · 26. Thibault Giresse 54e · 29. Luis Delgado · Remplaçants : · 10. Alharbi El Jadeyaoui 54e · 11. Hervé Bazile 68e · 14. Mohamed Soly · 16. Guillaume Gauclin · 17. Jugurtha Hamroun · 21. Thierry Argelier 64e · 33. Mael Illien · Entraîneur : · Viktor Zvunka |

La Ligue de Football Professionnel, réunie le 12 mai 2009, décide d'organiser le Trophée des champions à venir à Montréal, au Canada.
C'est la première fois que le Trophée des champions a lieu à l'étranger. L'objectif est de promouvoir le football professionnel français à l'international. Avec 4 millions d'habitants, Montréal est la seconde plus grande agglomération francophone du monde. Le "soccer" y est en plein développement, comme sur l'ensemble du continent nord américain.
Le match opposant les Girondins de Bordeauxs champion de Ligue 1 au vainqueur de la Coupe de France, l'EA Guingamp, se déroule le samedi 25 juillet à 15h00, heure locale soit 21h00 en France. Le match est retransmis pour la France par la chaîne de TNT Direct 8.
Les Girondins de Bordeaux remportent le Trophée des champions en battant Guingamp au stade Olympique de Montréal. Au Canada, les joueurs de Laurent Blanc gardent leur titre et commencent la saison de la meilleure des manières.

### Ligue 1
| Date (journée)   | Adversaire             | Lieu | Score (rapport) | Buteurs pour Bordeaux                        | Place (points) | Affluence | Diffusion    |
| 9 août (1)       | RC Lens                | D    | 4 - 1           | Wendel 13e, Gourcuff 54e, 92e, Chamakh 94e   | 1er (3)        | 32 725    | Canal+       |
| 15 août (2)      | FC Sochaux-Montbéliard | E    | 2 - 3           | Chamakh 31e, 80e, Stevanovic 43e (CSC)       | 2e (6)         | 16 689    | Foot+        |
| 23 août (3)      | OGC Nice               | D    | 4 - 0           | Jussiê 44e, Gourcuff 53e, 70e, Diarra 76e    | 1er (9)        | 32 065    | Foot+        |
| 30 août (4)      | Olympique de Marseille | E    | 0 - 0           |                                              | 1er (10)       | 55 920    | Canal+       |
| 12 septembre (5) | Grenoble Foot 38       | D    | 1 - 0           | Gouffran 18e                                 | 1er (13)       | 28 211    | Orange sport |
| 19 septembre (6) | US Boulogne            | E    | 0 - 2           | Gouffran 34e, Lachor 70e (CSC)               | 1re (16)       | 13 178    | Foot+        |
| 26 septembre (7) | Stade rennais          | D    | 1 - 0           | Wendel 24e                                   | 1er (19)       | 26 811    | Canal+       |
| 3 octobre (8)    | AS Saint-Étienne       | E    | 3 - 1           | Jussiê 68e (pen.)                            | 2e (19)        | 30 049    | Foot+        |
| 17 octobre (9)   | AJ Auxerre             | E    | 1 - 0           |                                              | 2e (19)        | 16 496    | Foot+        |
| 24 octobre (10)  | Le Mans UC 72          | D    | 3 - 0           | Ovono 3e (CSC), Chamakh 67e, Bellion 83e     | 1er (22)       | 27 737    | Foot+        |
| 31 octobre (12)  | AS Monaco              | D    | 1 - 0           | Planus 62e                                   | 1er (25)       | 32 308    | Foot+        |
| 7 novembre (13)  | Lille OSC              | E    | 2 - 0           |                                              | 1er (25)       | 16 233    | Foot+        |
| 21 novembre (14) | Valenciennes FC        | D    | 0 - 1           |                                              | 2e (25)        | 27 431    | Foot+        |
| 28 novembre (15) | AS Nancy-Lorraine      | E    | 0 - 3           | Fernando 25e, Wendel 60e, Gouffran 75e       | 1er (28)       | 18 223    | Foot+        |
| 5 décembre (16)  | Paris Saint-Germain FC | D    | 1 - 0           | Plašil 24e                                   | 1er (31)       | 32 826    | Orange sport |
| 13 décembre (17) | Olympique lyonnais     | E    | 0 - 1           | Chamakh 86e                                  | 1er (34)       | 36 887    | Canal+       |
| 16 décembre (11) | Montpellier HSC        | E    | 0 - 1           | Jussiê 57e                                   | 1er (37)       | 26 366    | Foot+        |
| 19 décembre (18) | FC Lorient             | D    | 4 - 1           | Bellion 12e 41e, Cavenaghi 52e, Gourcuff 74e | 1er (40)       | 27 599    | Foot+        |
| 23 décembre (19) | Toulouse FC            | E    | 1 - 2           | Chamakh 8e, Wendel 75e                       | 1er (43)       | 28 352    | Orange sport |
| 16 janvier (20)  | Olympique de Marseille | D    | 1 - 1           | Mandanda 46e (csc)                           | 1er (44)       | 31 771    | Canal+       |
| 20 janvier (21)  | Grenoble Foot          | E    | 1 - 3           | Gouffran 53e, Chamakh 56e, Cavenaghi 83e     | 1er (47)       | 13 336    | Foot+        |
| 30 janvier (22)  | US Boulogne            | D    | 0 - 0           |                                              | 1er (48)       | 25 288    | Foot+        |
| 6 février (23)   | Stade rennais          | E    | 4 - 2           | Gouffran 64e, Wendel 68e                     | 1er (48)       | 28 006    | Orange sport |
| 13 février (24)  | AS Saint-Étienne       | D    | 3 - 1           | Chamakh 13e, Wendel 27e 79e                  | 1er (51)       | 30 084    | Canal+       |
| 6 mars (27)      | Montpellier HSC        | D    | 1 - 1           | Chamakh 59e                                  | 1er (52)       | 27 494    | Canal+       |
| 10 mars (25)     | AJ Auxerre             | D    | 1 - 2           | Trémoulinas 7e                               | 1er (52)       | 20 868    | Foot+        |
| 13 mars (28)     | AS Monaco              | E    | 0 - 0           |                                              | 1er (53)       | 9 535     | Foot+        |
| 20 mars (29)     | Lille OSC              | D    | 3 - 1           | Ciani 40e, Jussiê 65e, Gourcuff 76e          | 1er (56)       | 32 952    | Foot+        |
| 3 avril (31)     | AS Nancy-Lorraine      | D    | 1 - 2           | Cavenaghi 28e                                | 2e (56)        | 29 980    | Foot+        |
| 10 avril (32)    | Paris Saint-Germain FC | E    | 3 - 1           | Sané 80e                                     | 4e (56)        | 42 127    | Foot+        |
| 14 avril(26)     | Le Mans UC 72          | E    | 2 - 1           | Henrique 8e                                  | 5e (56)        | 11 160    | Foot+        |
| 17 avril (33)    | Olympique lyonnais     | D    | 2 - 2           | Chamakh 26e, Plašil 62e                      | 6e (57)        | 32 284    | Foot+        |
| 24 avril (34)    | FC Lorient             | E    | 1 - 0           |                                              | 6e (57)        | 15708     | Foot+        |
| 28 avril (30)    | Valenciennes FC        | E    | 2 - 0           |                                              | 6e (57)        | 11 740    | Foot+        |
| 2 mai (35)       | Toulouse FC            | D    | 1 - 0           | Ciani 17e                                    | 4e (60)        | 28 492    | Foot+        |
| 5 mai (36)       | OGC Nice               | E    | 1 - 1           | Wendel 34e                                   | 6e (61)        | 8 706     | Foot+        |
| 8 mai (37)       | FC Sochaux-Montbéliard | D    | 2 - 0           | Wendel 65e, Trémoulinas 86e                  | 6e (64)        | 28 146    | Foot+        |
| 15 mai (38)      | RC Lens                | E    | 4 - 3           | Wendel 41e 80e, Bedimo 50e (CSC)             | 6e (64)        | 39 201    | Foot+        |

#### Classement
| Rang | Équipe             | Pts | J  | G  | N  | P  | Bp | Bc | Diff |
| ---- | ------------------ | --- | -- | -- | -- | -- | -- | -- | ---- |
| 1    | Marseille V, CL    | 78  | 38 | 23 | 9  | 6  | 69 | 36 | +33  |
| 2    | Lyon               | 72  | 38 | 20 | 12 | 6  | 64 | 38 | +26  |
| 3    | Auxerre            | 71  | 38 | 20 | 11 | 7  | 42 | 29 | +13  |
| 4    | Lille              | 70  | 38 | 21 | 7  | 10 | 72 | 40 | +32  |
| 5    | Montpellier P      | 69  | 38 | 20 | 9  | 9  | 50 | 40 | +10  |
| 6    | Bordeaux T         | 64  | 38 | 19 | 7  | 12 | 58 | 40 | +18  |
| 7    | Lorient            | 58  | 38 | 16 | 10 | 12 | 54 | 42 | +12  |
| 8    | Monaco             | 55  | 38 | 15 | 10 | 13 | 39 | 45 | -6   |
| 9    | Rennes             | 53  | 38 | 14 | 11 | 13 | 52 | 41 | +11  |
| 10   | Valenciennes       | 52  | 38 | 14 | 10 | 14 | 50 | 50 | 0    |
| 11   | Lens P             | 48  | 38 | 12 | 12 | 14 | 40 | 44 | -4   |
| 12   | Nancy              | 48  | 38 | 13 | 9  | 16 | 46 | 53 | -7   |
| 13   | Paris SG CF        | 47  | 38 | 12 | 11 | 15 | 50 | 46 | +4   |
| 14   | Toulouse           | 47  | 38 | 12 | 11 | 15 | 36 | 36 | 0    |
| 15   | Nice               | 44  | 38 | 11 | 11 | 16 | 41 | 57 | -16  |
| 16   | Sochaux            | 41  | 38 | 11 | 8  | 19 | 28 | 52 | -24  |
| 17   | Saint-Étienne      | 40  | 38 | 10 | 10 | 18 | 27 | 45 | -18  |
| 18   | Le Mans            | 32  | 38 | 8  | 8  | 22 | 36 | 59 | -23  |
| 19   | Boulogne-sur-Mer P | 31  | 38 | 7  | 10 | 21 | 31 | 62 | -31  |
| 20   | Grenoble           | 23  | 38 | 5  | 8  | 25 | 31 | 61 | -30  |

| Qualifications pour la saison 2010-2011 - Phase de groupes de la Ligue des champions - Tour de barrages de la Ligue des champions - Tour de barrages de la Ligue Europa - 3e tour de qualification de la Ligue Europa | Relégations pour la saison 2010-2011 - Maintien en Ligue 1 - Relégation en Ligue 2 | Abréviations P : Promus en Ligue 1 en 2009 T : Tenant du titre 2009 V : Vice-champion 2009 CF : Vainqueur de la Coupe de France 2009-2010 CL : Vainqueur de la Coupe de la Ligue 2009-2010 |

### Coupe de la Ligue
En tant que club participant à une coupe d'Europe, l'équipe est exempte des seizièmes de finale. Faisant partie des quatre meilleurs clubs de Ligue 1 en 2009, les Girondins de Bordeaux ne peuvent rencontrer les trois autres (Lyon, Marseille, Toulouse) avant les demi-finales.
| Date            | Tour   | Adversaire      | Lieu   | Score | Buteurs                                            | Public | Diffusion |
| --------------- | ------ | --------------- | ------ | ----- | -------------------------------------------------- | ------ | --------- |
| 26 janvier 2010 | 1/8    | Le Mans (L1)    | E      | 2 - 3 | Gouffran 14e, Gourcuff 36e Plašil 51e              | 8 466  | France 4  |
| 2 février 2010  | 1/4    | Sedan (L2)      | D      | 1 - 0 | Gouffran 50e                                       | 9 819  | France 3  |
| 17 février 2010 | 1/2    | FC Lorient (L1) | E      | 1 - 4 | Wendel 24e (pen.) 80e , Chamakh 29e , Gouffran 89e | 14 168 | France 4  |
| 27 mars 2010    | Finale | Marseille (L1)  | Neutre | 3 - 1 | Sané 83e                                           | 79 000 | France 3  |

### Coupe de France
| Date            | Tour | Adversaire      | Lieu | Score | Buteurs                                      | Public | Diffusion          |
| --------------- | ---- | --------------- | ---- | ----- | -------------------------------------------- | ------ | ------------------ |
| 9 janvier 2010  | 1/32 | Rodez AF (Nat)  | D    | 1 - 0 | Wendel 77e (pen.)                            | 6 782  | France 3 Aquitaine |
| 23 janvier 2010 | 1/16 | AC Ajaccio (L2) | D    | 5 - 1 | Plašil 2e, Wendel 38e, Cavenaghi 42e 59e 84e | 8 821  | Eurosport          |
| 9 février 2010  | 1/8  | AS Monaco (L1)  | D    | 0 - 2 |                                              |        | France 3           |

### Ligue des Champions
Le club a droit à une place directe en phase de groupes en tant que champions de France en titre.

#### Phase de groupes
Les Girondins, présents dans le chapeau 3 lors du tirage, sont opposés en phase de poule au Bayern Munich, à la Juventus et au Maccabi Haïfa.
| Date              | Tour                        | Adversaire    | Lieu | Score | Buteurs                    | Public | Diffusion |
| ----------------- | --------------------------- | ------------- | ---- | ----- | -------------------------- | ------ | --------- |
| 15 septembre 2009 | Phase de poule, 1re journée | Juventus      | E    | 1 - 1 | Plašil 75e                 | 21000  | Foot+     |
| 30 septembre 2009 | Phase de poule, 2e journée  | Maccabi Haifa | D    | 1 - 0 | Ciani 83e                  | 32000  | Foot+     |
| 21 octobre 2009   | Phase de poule, 3e journée  | Bayern Munich | D    | 2 - 1 | Ciani 29e Planus 40e       | 32500  | TF1       |
| 3 novembre 2009   | Phase de poule, 4e journée  | Bayern Munich | E    | 0 - 2 | Gourcuff 37e Chamakh 90e   | 65000  | Canal+    |
| 25 novembre 2009  | Phase de poule, 5e journée  | Juventus      | D    | 2 - 0 | Fernando 54e Chamakh 90+4e | 32195  | Foot+     |
| 8 décembre 2009   | Phase de poule, 6e journée  | Maccabi Haifa | E    | 0 - 1 | Jussiê 13e                 | 25800  | Foot+     |

| Rang | Équipe                | Pts | J | G | N | P | Bp | Bc | Diff |
| ---- | --------------------- | --- | - | - | - | - | -- | -- | ---- |
| 1    | Girondins de Bordeaux | 16  | 6 | 5 | 1 | 0 | 9  | 2  | +7   |
| 2    | Bayern Munich         | 10  | 6 | 3 | 1 | 2 | 9  | 5  | +4   |
| 3    | Juventus              | 8   | 6 | 2 | 2 | 2 | 4  | 7  | -3   |
| 4    | Maccabi Haïfa         | 0   | 6 | 0 | 0 | 6 | 0  | 8  | -8   |

#### Phase finale
Avec leur première place en phase de groupe, les Girondins sont avantagés au tirage au sort car ils doivent affronter une équipe non-française deuxième de son groupe (hors Bayern), ce qui comprend tout de même les deux équipes milanaises, Stuttgart, le CSKA Moscou, l'Olympiakos, et le FC Porto.
| Date            | J.                         | Adversaire         | Lieu | Résultat | Buteurs                 | Affluence | Diffusion |
| --------------- | -------------------------- | ------------------ | ---- | -------- | ----------------------- | --------- | --------- |
| 23 février 2010 | Huitièmes de finale aller  | Olympiakos         | E    | 0 - 1    | Ciani 45+2e             | 29 773    | Canal+    |
| 17 mars 2010    | Huitièmes de finale retour | Olympiakos         | D    | 2 - 1    | Gourcuff 5e Chamakh 88e | 30 000    | Canal+    |
| 30 mars 2010    | Quarts de finale aller     | Olympique lyonnais | E    | 3 - 1    | Chamakh 14e             |           | TF1       |
| 7 avril 2010    | Quarts de finale retour    | Olympique lyonnais | D    | 1 - 0    | Chamakh 45e             |           | TF1       |

##### Huitièmes de finale
Après le tirage, Jean-Louis Triaud affirme que le club « voulait éviter l'Inter de Milan, mais que les dirigeants d'Olympiakos doivent avoir le même sentiment : ils doivent être contents du tirage. »
| 23 février 2010 | Olympiakos | 0 – 1   | Girondins de Bordeaux | Stade olympique, Athènes                     |                                              |
| 20 h 45 HEC     |            | (0 – 1) | Ciani 45+2e           | Spectateurs : 30 000 Arbitrage : Howard Webb | Spectateurs : 30 000 Arbitrage : Howard Webb |
| 20 h 45 HEC     | Rapport    |         |                       | Spectateurs : 30 000 Arbitrage : Howard Webb | Spectateurs : 30 000 Arbitrage : Howard Webb |

| 17 mars 2010 | Girondins de Bordeaux                       | 2 – 1   | Olympiakos                                                | Stade Jacques-Chaban-Delmas, Bordeaux                 |                                                       |
| 20 h 45 HEC  | Gourcuff 5e · Diarra 66e, 68e · Chamakh 88e | (1 – 0) | Derbyshire 54e, 60e · Mítroglou 65e · Mellberg 74e, 90+4e | Spectateurs : 31 004 Arbitrage : Olegário Benquerença | Spectateurs : 31 004 Arbitrage : Olegário Benquerença |
| 20 h 45 HEC  | Rapport                                     |         |                                                           | Spectateurs : 31 004 Arbitrage : Olegário Benquerença | Spectateurs : 31 004 Arbitrage : Olegário Benquerença |

##### Quarts de finale
| 30 mars 2010 | Olympique lyonnais                   | 3 - 1   | Girondins de Bordeaux | Stade Gerland, Lyon     |                         |
| 20 h 45 HEC  | Lisandro 10e 77e (pen.) · Bastos 32e | (2 - 1) | Chamakh 14e           | Arbitrage : Felix Brych | Arbitrage : Felix Brych |
| 20 h 45 HEC  | Rapport                              |         |                       | Arbitrage : Felix Brych | Arbitrage : Felix Brych |

| 7 avril 2010 | Girondins de Bordeaux | 1 - 0   | Olympique lyonnais | Stade Jacques-Chaban-Delmas, Bordeaux |                                      |
| 20 h 45 HEC  | Chamakh 45e           | (1 - 0) |                    | Arbitrage : Alberto Undiano Mallenco  | Arbitrage : Alberto Undiano Mallenco |
| 20 h 45 HEC  | Rapport               |         |                    | Arbitrage : Alberto Undiano Mallenco  | Arbitrage : Alberto Undiano Mallenco |

## Fil de la saison

### Août 2009
Bordeaux entame parfaitement son championnat en prenant déjà la première place, en étant la seule équipe de la première journée à marquer à 4 reprises, contre le promu lensois. Le club girondin continue d'écrire l'histoire du football français avec 12 victoires consécutives en L1, et même si ces victoires s'étalent sur deux saisons, c'est un record absolu. Le record de victoires consécutives en L1 s'arrête le 30 août lors de la quatrième journée où Bordeaux concède le nul au Vélodrome après un but refusé dans les arrêts de jeu pour une faute imaginaire, le compteur s'arrête donc à 14.

### Septembre 2009
Après le match nul rapporté du vélodrome, Bordeaux repart sur une série de victoires en championnat, en battant Grenoble, Boulogne, et Rennes. Ainsi, après la 7e journée l'équipe est première de Ligue 1 avec 19 points, 2 d'avance sur l'Olympique lyonnais. Parallèlement la saison européenne débute. Engagé dans le groupe A de la Ligue des Champions, les Girondins commencent par un bon résultat obtenu à Turin face à la Juventus (match nul 1-1, but de Jaroslav Plašil, le 15 septembre), puis enchaine sur une victoire à domicile aux dépens du Maccabi Haifa, club israélien (1-0, but de Michaël Ciani, le 30 septembre). Bordeaux partage alors la tête du groupe avec le Bayern Munich, avant leur double confrontation prévue les 21 octobre et 3 novembre.

### Octobre 2009
La 8e journée ne profite pas aux Girondins qui, sans Yoann Gourcuff (blessé) et avec une équipe largement remaniée (3 titulaires seulement par rapport au match précédent) en raison des trois matchs effectués en six jours dont un match de Ligue des Champions, perdent 3-1 à Saint-Étienne. La série de 22 matchs sans défaite dont 18 en L1 s'arrête alors ici. De plus, avec 20 points à mettre au crédit de Lyon, soit 1 de plus que Bordeaux, le champion en titre doit laisser la première place du classement au septuple champion de France.
Il s'ensuit une deuxième défaite d'affilée en championnat (1-0 face à Auxerre), ce qui fait descendre Bordeaux à la troisième place, mais toujours à un point derrière l'OL, qui s'est également incliné à domicile durant le week-end.
Le 21 octobre, pour le 3e match du groupe A de la Ligue des Champions, une victoire 2-1 à domicile face au FC Bayern Munich. Les deux buteurs sont défenseurs : Michaël Ciani et Marc Planus. Pourtant, l'équipe avait inscrit un but contre son camp et manqué deux penalties. Ce succès leur permet de prendre seuls la tête du groupe.
Le 24 octobre, Bordeaux clôt sa mauvaise série en championnat, en s'imposant à domicile 3-0 face au Mans. Ils reprennent au passage la première place de la Ligue 1, Lyon ayant été défait au même moment par Nice 4 buts à 1.
Le 31 octobre, dans ce qui se révèle être un choc du championnat, Bordeaux s'impose à domicile contre l'AS Monaco 1-0 à la suite d'un but de Marc Planus. À ce moment en effet, Monaco est deuxième à un seul point. Ce match permet aux Girondins de consolider leur première place avec 2 points d'avance sur Lyon et 4 sur leurs adversaires monégasques, désormais 3e.

### Novembre 2009
15e et dernière journée du mois de novembre, c'est par une large victoire de 3 buts à zéro que Bordeaux s'impose à Nancy. Bordeaux reprend la première place qu'Auxerre lui avait prise lors de la 14e journée. Le match nul de Lyon permet aux joueurs de Laurent Blanc de mettre l'équipe à deux points devant, soit 28. Au cours de cette semaine, Bordeaux a marqué 5 buts, entre les victoires en Ligue des Champions et en L1.

### Février 2010
Baisse de régime pour Bordeaux, qui perd lourdement à Rennes (4-2) le 6 février mais reste toutefois leader du championnat avec 3 points d'avance sur son poursuivant Montpellier.

### Mars 2010
Le mois de mars marque une baisse notable dans la régularité des résultats pour Bordeaux, qui totalise 1 victoire, 2 matchs nuls et 1 défaite en championnat. Bordeaux reste néanmoins leader du championnat, avec 2 matchs en retard à jouer par rapport à ses poursuivants. Fin mars, Bordeaux subit une cuisante défaite en finale de la Coupe de la Ligue (1-3) face à Marseille, avant de subir une déconvenue sur le terrain de Lyon en quart de finale aller de la ligue des champions (1-3), qui hypothèque les chances de qualification bordelaise pour les demi-finales

### Avril 2010
En ce début de mois, Bordeaux est en chute libre. En championnat, une défaite face à Nancy (1-2) précède l'élimination en ligue des champions malgré la victoire (1-0) contre Lyon au match retour. À la suite de cette élimination en Ligue des champions, les résultats en championnat deviennent très inquiétants : défaite (1-3) à Paris puis nouvelle défaite (1-2) au Mans, pourtant relégable. Bordeaux pointe désormais à la 5e place du championnat. En moins d'un mois, Bordeaux a perdu une finale, a concédé une élimination en ligue des champions, puis enchainé 3 défaites en championnat qui hypothèquent le titre de champion de France.

## Bilan par joueur
| #  | Joueur   | Championnat | Championnat | Coupe de France | Coupe de France | Coupe de la Ligue | Coupe de la Ligue | Ligue des Champions | Ligue des Champions |        | Totaux | Totaux |
| #  | Joueur   | Matchs      | Buts        | Matchs          | Buts            | Matchs            | Buts              | Matchs              | Buts                | Matchs | Buts   |        |
| -- | -------- | ----------- | ----------- | --------------- | --------------- | ----------------- | ----------------- | ------------------- | ------------------- | ------ | ------ | ------ |
| 16 | Ramé     | 3           | 1           | 2               | 1               | 0                 | 0                 | 2                   | 1                   | 7      | 3      |        |
| 1  | Carrasso | 19          | 13          | 0               | 0               | 0                 | 0                 | 5                   | 1                   | 24     | 14     |        |

Joueurs de champs actuellement au club
| #  | Joueur      | Championnat | Championnat | Coupe de France | Coupe de France | Coupe de la Ligue | Coupe de la Ligue | Ligue des champions | Ligue des champions |        | Totaux | Totaux |
| #  | Joueur      | Matchs      | Buts        | Matchs          | Buts            | Matchs            | Buts              | Matchs              | Buts                | Matchs | Buts   |        |
| -- | ----------- | ----------- | ----------- | --------------- | --------------- | ----------------- | ----------------- | ------------------- | ------------------- | ------ | ------ | ------ |
| 2  | Ciani       | 16          | 0           | 1               | 0               | 0                 | 0                 | 5                   | 2                   | 22     | 2      |        |
| 3  | Henrique    | 4           | 0           | 1               | 0               | 0                 | 0                 | 0                   | 0                   | 5      | 0      |        |
| 4  | Diarra      | 19          | 1           | 0               | 0               | 0                 | 0                 | 5                   | 0                   | 25     | 1      |        |
| 5  | Fernando    | 20          | 1           | 0               | 0               | 0                 | 0                 | 6                   | 1                   | 27     | 2      |        |
| 6  | Jurietti    | 2           | 0           | 2               | 0               | 0                 | 0                 | 1                   | 0                   | 5      | 0      |        |
| 7  | Gouffran    | 19          | 4           | 2               | 0               | 0                 | 0                 | 3                   | 0                   | 24     | 4      |        |
| 8  | Y. Gourcuff | 18          | 5           | 1               | 0               | 0                 | 0                 | 4                   | 1                   | 23     | 6      |        |
| 9  | Cavenaghi   | 12          | 2           | 1               | 3               | 0                 | 0                 | 2                   | 0                   | 15     | 5      |        |
| 10 | Jussiê      | 18          | 3           | 1               | 0               | 0                 | 0                 | 3                   | 1                   | 22     | 4      |        |
| 11 | Bellion     | 11          | 3           | 2               | 0               | 0                 | 0                 | 2                   | 0                   | 15     | 3      |        |
| 13 | Placente    | 2           | 0           | 1               | 0               | 0                 | 0                 | 0                   | 0                   | 3      | 0      |        |
| 17 | Wendel      | 16          | 4           | 2               | 2               | 0                 | 0                 | 6                   | 0                   | 24     | 6      |        |
| 18 | Plašil      | 19          | 1           | 2               | 1               | 0                 | 0                 | 5                   | 1                   | 26     | 3      |        |
| 20 | Saivet      | 1           | 0           | 2               | 0               | 0                 | 0                 | 1                   | 0                   | 4      | 0      |        |
| 21 | Chalmé      | 19          | 0           | 0               | 0               | 0                 | 0                 | 5                   | 0                   | 24     | 0      |        |
| 22 | Sertic      | 4           | 0           | 2               | 0               | 0                 | 0                 | 2                   | 0                   | 8      | 0      |        |
| 24 | Traoré      | 5           | 0           | 0               | 0               | 0                 | 0                 | 2                   | 0                   | 7      | 0      |        |
| 25 | Sane        | 5           | 0           | 1               | 0               | 0                 | 0                 | 2                   | 0                   | 8      | 0      |        |
| 27 | Planus      | 17          | 1           | 1               | 0               | 0                 | 0                 | 5                   | 1                   | 23     | 2      |        |
| 28 | Trémoulinas | 19          | 0           | 1               | 0               | 0                 | 0                 | 5                   | 0                   | 25     | 0      |        |
| 29 | Chamakh     | 21          | 7           | 1               | 0               | 0                 | 0                 | 5                   | 2                   | 27     | 9      |        |